# Ormersviller
Ormersviller (deutsch Ormersweiler, selten Ormesweiler, lothringisch Ormerschwiller) ist eine französische Gemeinde mit 383 Einwohnern (1. Januar 2022) im Département Moselle in der Region Grand Est (bis 2015 Lothringen). Sie gehört zum Arrondissement Sarreguemines und zum Kanton Bitche. Die Einwohner nennen sich auf Französisch Ormersvillergeois.

## Geografie
Ormersviller liegt im Naturpark Nordvogesen an der deutsch-französischen Grenze, zweieinhalb Kilometer nordwestlich von Volmunster. Die deutschen Nachbarorte sind Brenschelbach und Peppenkum.

## Geschichte
Die Gemeinde wurde erstmals 1304 als Ormeswilre erwähnt.

### Bevölkerungsentwicklung
| Jahr      | 1962 | 1968 | 1975 | 1982 | 1990 | 1999 | 2007 | 2019 |
| --------- | ---- | ---- | ---- | ---- | ---- | ---- | ---- | ---- |
| Einwohner | 293  | 285  | 280  | 266  | 307  | 300  | 331  | 383  |

## Sehenswürdigkeiten
- Kreuzerhöhungs-Kirche (l’Exaltation de la Sainte-Croix) von 1835

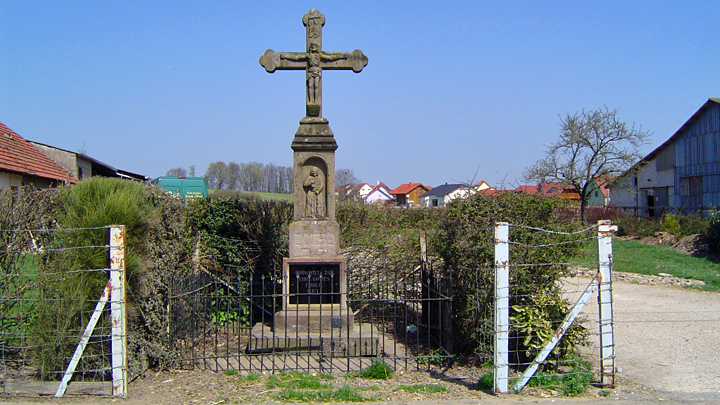
Calvaire in Ormersviller

## Belege
1. ↑  vgl. Straßenname Ormesweiler Straße in Blieskastel-Brenschelbach
2. ↑  Georg Christian Crollius: Origines Bipontinae, Band 2, Zweibrücken 1769, S. 273. Online